# Brocchinia
Brocchinia (лат.) — род растений семейства Бромелиевые (Bromeliaceae), естественным образом произрастающий на территории Северной Бразилии, Колумбии, Гайаны, Венесуэлы.

## Название
Родовое латинское (научное) название Brocchinia дано в честь Джованни Баттиста Брокки (1772–1826), итальянского натуралиста.

## Ботаническое описание

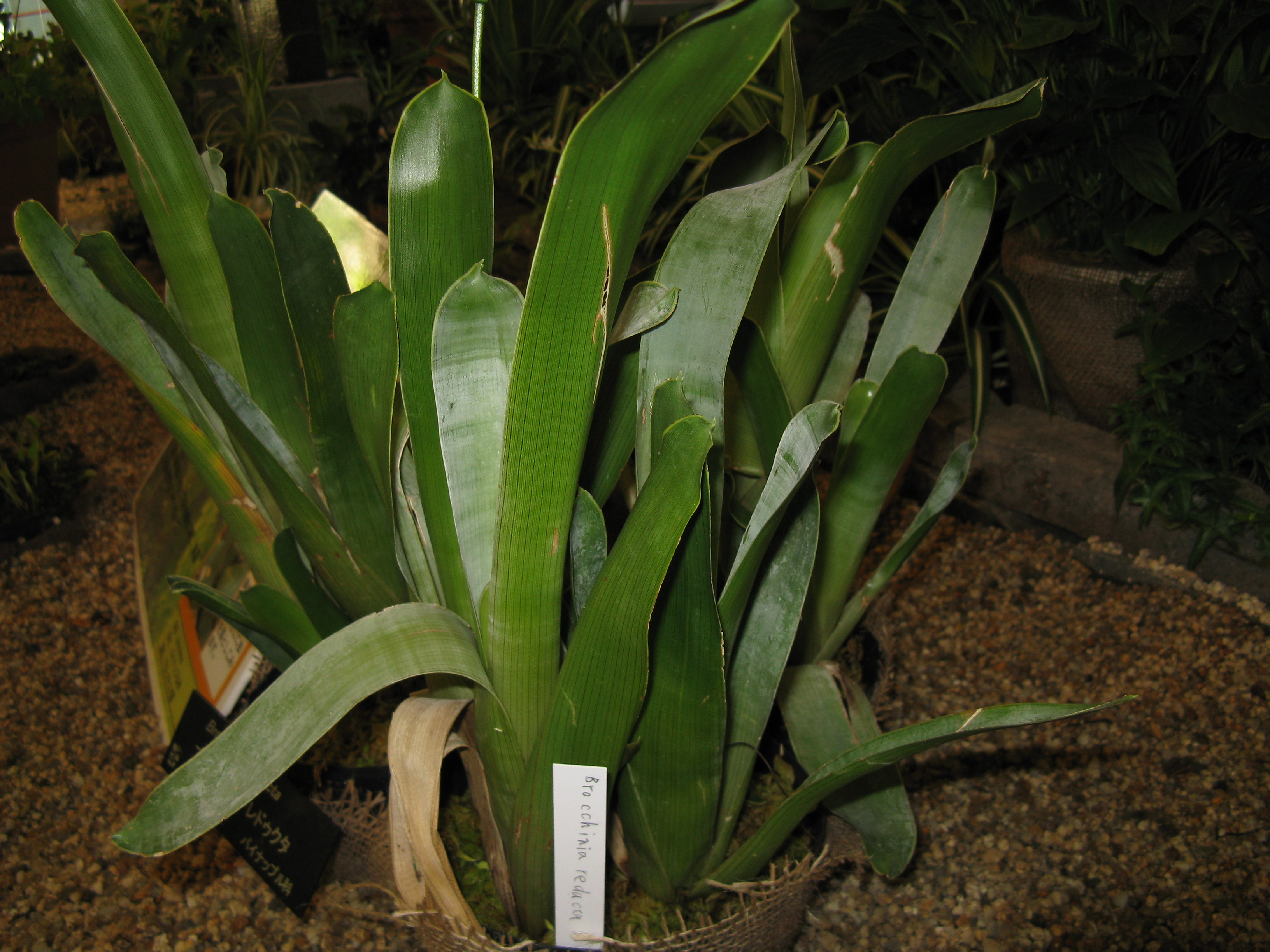
Brocchinia reducta

Представители рода — средние или очень крупные наземные, редко эпифитные травы, бесстебельные или с массивным, часто одревесневающим стеблем. Растения могут достигать высоты от нескольких сантиметров до нескольких метров. Листья собраны в густую розетку, крупные, с линейными или треугольными лопастями. Влагалища относительно крупные.
Цветонос прямой и заметный. Соцветие сложное, обычно сильно разветвленное и обильное, с конечными колосовидными или кистевидными делениями. Цветочные прицветники малозаметные, листовидные. Цветки обоеполые, мелкие, чаще на ножках, с мелкими, свободными, черепитчатыми чашелистиками, где два задних покрывают передний. Лепестки свободные, голые, актиноморфные и значительно крупнее чашелистиков, с относительно большими лопастями. Тычинки обычно срастаются с чашелистиками и лепестками. Завязь от 1/3 до полностью нижней. Семяпочки немногочисленные, с длинными придатками. Коробочка плода полностью септицидная или, реже, также локулицидная.

## Таксономия
Brocchinia Schult. & Schult.f., первое упоминание в Syst. Veg., ed. 15[bis]. 7: 1250 (1830).

### Синонимы
- Ayensua L.B.Sm.

### Виды
Согласно данным сайта WFO Plant List на июнь 2024 года, род Brocchinia включает 21 вид:
- Brocchinia acuminata L.B.Sm.
- Brocchinia amazonica L.B.Sm.
- Brocchinia cataractarum (Sandwith) B.Holst
- Brocchinia cowanii L.B.Sm.
- Brocchinia delicatula L.B.Sm.
- Brocchinia gilmartiniae G.S.Varad.
- Brocchinia hechtioides Mez
- Brocchinia hitchcockii L.B.Sm.
- Brocchinia maguirei L.B.Sm.
- Brocchinia melanacra L.B.Sm.
- Brocchinia micrantha (Baker) Mez
- Brocchinia paniculata Schult. & Schult.f.
- Brocchinia prismatica L.B.Sm.
- Brocchinia pygmaea B.Holst
- Brocchinia reducta Baker
- Brocchinia rupestris (Gleason) B.Holst
- Brocchinia steyermarkii L.B.Sm.
- Brocchinia tatei L.B.Sm.
- Brocchinia uaipanensis (Maguire) Givnish
- Brocchinia vestita L.B.Sm.
- Brocchinia wurdackiana B.Holst

Еще 3 таксона находятся в стадии рассмотрения:
- Brocchinia cinerea Vis.
- Brocchinia demerarensis hort. ex Baker
- Brocchinia viridis L.B.Sm.